# I Knew You Were Trouble
I Knew You Were Trouble (englisch für „Ich wusste dass du mich in Schwierigkeiten bringen würdest“) ist ein Lied der US-amerikanischen Sängerin Taylor Swift. Der Song ist die dritte Singleauskopplung aus Swifts Album Red und wurde am 27. November 2012 veröffentlicht. Im deutschsprachigen Raum war das Lied der erste Top-10-Erfolg für Swift.

## Hintergrund

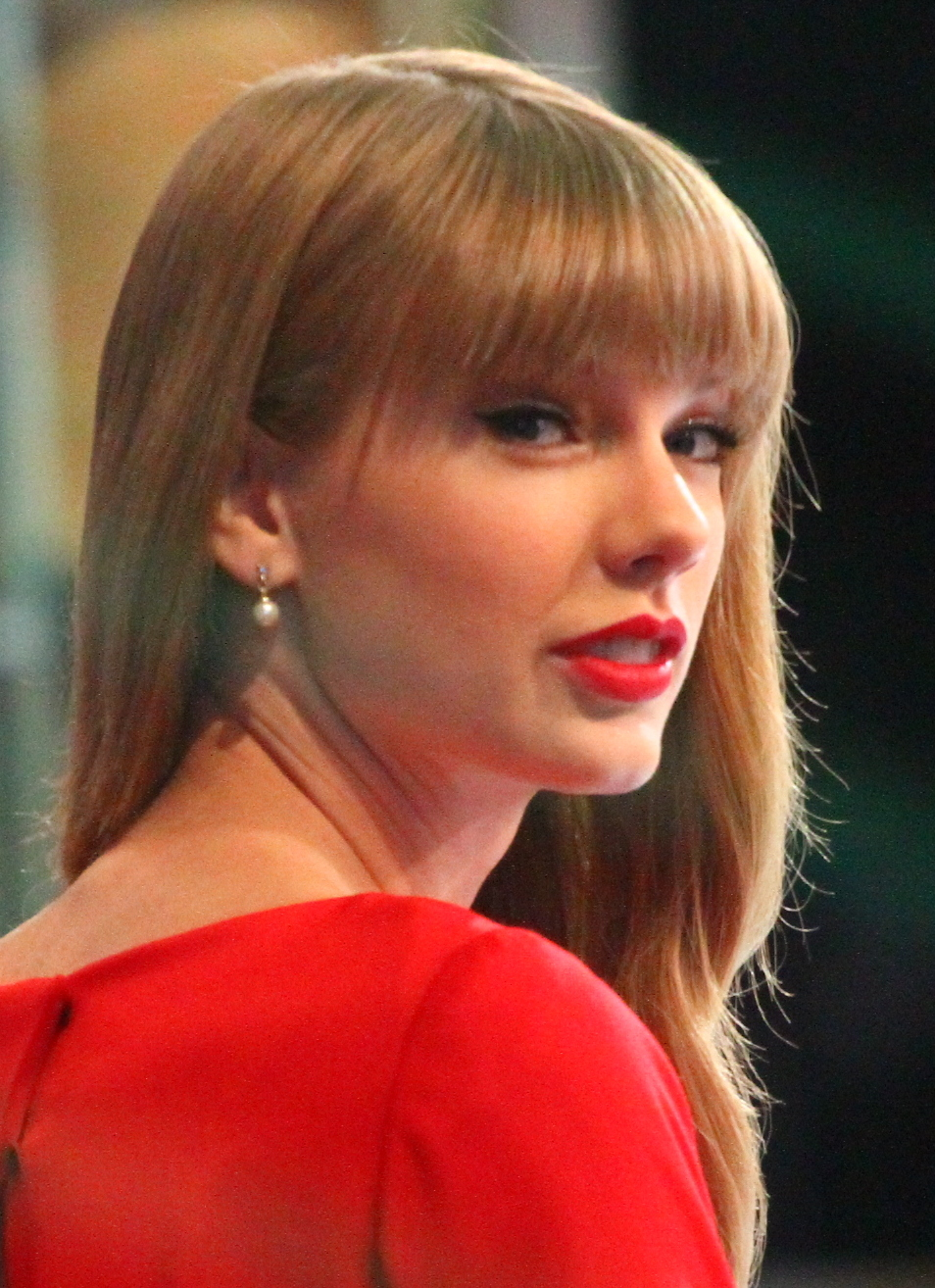
Swift während ihres Auftrittes bei Good Morning America, bei der sie I Knew You Were Trouble vorstellte.

Während Swifts Auftritt bei dem iHeartRadio Music Festival 2012 in Las Vegas im September 2012 erzählte sie dem Rolling Stone, dass sie beginnt, die Lieder für ihr viertes Studioalbum Red nach und nach bekannt zu geben. Als Swift I Knew You Were Trouble am 8. Oktober 2012 in der Radiosendung Good Morning America vorstellte, sagte sie, dass das Lied „eines der Lieblingssongs des Albums ist, weil es sich so chaotisch anhört, wie mein Gefühl war, als ich es geschrieben hatte.“
I Knew You Were Trouble wurde als dritte Promo-Single, nach den beiden Liedern Begin Again und Red, des Albums Red am 9. Oktober 2012 auf iTunes veröffentlicht. Ab dem 27. November 2012 wurde der Song an die verschiedenen Contemporary-Hit-Radio-Stationen in den Vereinigten Staaten gesendet, wodurch er nach We Are Never Ever Getting Back Together und Begin Again die dritte offizielle Singleveröffentlichung aus dem Album Red wurde. Die Single-CD wurde am 13. Dezember 2012 veröffentlicht, ab demselben Tag wurde auf Swifts offizieller Homepage ein I Knew You Were Trouble-Paket, bestehend aus einem schwarzen T-Shirt, einer roten Tasche, einem Schreibblock und der mit einer individuellen Nummer versehenen CD-Single, zum Kauf angeboten. Im Vereinigten Königreich wurde I Knew You Were Trouble am 10. Dezember 2012 als zweite Singleveröffentlichung des Albums veröffentlicht.
Swift nahm ab November 2014 alle ihre Songs vom Musikstreaming-Anbieter Spotify. Dennoch berichteten Medien im Dezember 2015, dass I Knew You Were Trouble wieder bei Spotify zur Verfügung steht, jedoch wurde als Interpret fälschlicherweise Lostprophets angegeben. Das Lied wurde kurz nach Bekanntwerden dieses Vorfalls wieder von der Plattform entfernt.

## Musikalisches und Inhalt
I Knew You Were Trouble wurde von Swift, Max Martin und Shellback geschrieben, letztere produzierten den Song ebenfalls. Swift spielte die Melodie auf dem Piano und sang die Basslinie, Martin und Shellback entwickelten daraus die finale Abmischung und fügten Dubstep-Elemente mit ein. Laut Sarah Maloy vom Billboard-Magazin ist I Knew You Were Trouble eine Abkehr von Swifts charakteristischen Country-Liedern hin zur Popmusik. Als Instrumentation beinhaltet der Song Bassgitarre, E-Gitarre und Keyboard. I Knew You Were Trouble ist im Viervierteltakt komponiert und besitzt ein Tempo von 154 Schlägen pro Minute. Swifts Stimmumfang reicht bei dem in es-Moll geschriebenen Song von B♭3 bis E♭5. Der Song besitzt die Akkordfolge I-V-vi-IV.
In einem Interview mit MTV erklärte Swift, dass I Knew You Were Trouble die Geschichte von einem Mädchen erzählt, welches sich in einen „Bad Boy“ verliebt, sowie das Voranschreiten dieser „vergifteten Beziehung“ zwischen beiden und die zwangsläufige Trennung. Swift sprach in einem Interview davon, dass sie selbst die Erfahrung gemacht hatte: „Ich glaube, für mich war es das erste Mal, dass ich an mir selbst feststellte, dass ich auf etwas neugierig war, obwohl ich wusste, dass es nicht gut für mich war. Aber man weiß genau, dass man es trotzdem machen wird, weil man es nachher mehr bereuen würde, wenn man nicht ausprobiert hätte, wo es einen hingeführt hätte.“ Im Refrain wird die Vorahnung des Lyrischen Ichs, die neuen Erfahrungen, aber auch das Ende der Beziehung deutlich:
| „I knew you were trouble when you walked in So shame on me now Flew me to places I’d never been Now I’m lying on the cold hard ground“ – Refrain, Originalauszug | „Ich wusste dass du mich in Schwierigkeiten bringen würdest als du eingetreten bist Schande über mich Brachtest mich an Plätze an denen ich nie war Jetzt liege ich auf dem kalten, harten Boden“ – Refrain, deutsche Übersetzung |

## Kritiken
I Knew You Were Trouble erhielt sowohl positive, als auch negative Kritiken. Das Jugendradio Dasding befand, dass der Song einfach „gute Laune macht“. Jon Caramanica von der New York Times lobte den Song und nannte ihn „einen der größten Popsongs des Jahres“. Entertainment-Weekly-Redakteur Ray Rahman verglich I Knew You Were Trouble mit der „selben Art von trotzigen Radiopop, welches Swifts andere Albumveröffentlichung "We Are Never Ever Getting Back Together" zu einem Nummer-eins-Hit machte“. Vier von fünf möglichen Sternen erhielt der Song von Lewis Corner vom Digital Spy. Corner verglich das Zusammenspiel von Swift und Dubstep mit dem von Erdnussbutter und Marmelade und kam zu dem Entschluss, dass das Ergebnis „überraschenderweise zufriedenstellend“ ist. Das Billboard-Magazin findet, dass es unterhaltsam ist, Swift bei ihrem Versuch des „Electro-Country“ zuzusehen.
Kai Butterweck von Laut.de kritisiert den Song hingegen als „Britney-Ausrutscher“ und findet andere Lieder auf Swifts Album Red besser gelungen. Kai Wehmeier von Plattentests.de befand das Album Red als „plump“ und „mittelmäßig“. Zu I Knew You Were Trouble ergänzte er folgendes: „Swift versucht sich mit "I knew you were trouble." sogar an modernem Elektro-Pop, der die Frau aus Pennsylvania allerdings jeglichen künstlerischen Trademarks beraubt“. The-Washington-Post-Autorin Allison Stewart gab dem Song ebenfalls eine negative Bewertung und bezeichnete die von Martin und Shellback eingebauten Dubstep-Einflüsse als „überflüssig“ und „schrecklich“. James Reed von The Boston Globe findet, dass Swift bei I Knew You Were Trouble vage wie „Katy Perry und Joan Jett“ klingt.

## Musikvideo
Die Dreharbeiten zum Musikvideo von I Knew You Were Trouble begannen am 18. November 2012 in Los Angeles. Das Video wurde von Anthony Mandler gedreht und wurde das erste Mal am 13. Dezember 2012 auf MTV ausgestrahlt. Die Rolle von Swifts Liebhaber in dem Video spielt Reeve Carney, welcher aus dem Musical Spider-Man: Turn Off the Dark als Peter Parker/Spider-Man bekannt ist. Das Video startet mit einem Voice-over von Swift. Swift wacht auf den Boden einer verlassenen Wüste auf, umgeben von Müll und Trümmern und trägt dunkles Make-up. Rückblenden zeigen Swift und ihren Liebhaber in verschiedenen Szenen, unter anderem beim Kennenlernen und bei Erlebnissen zusammen, jedoch unterbrochen von Szenen, bei denen Swift traurig und voller Selbstzweifel wirkt. Während eines Freiluftkonzert in einer Wüste sieht sie ihn, wie er einige andere Frauen küsst. Sie schläft auf den Boden ein, während die Party beim Konzert noch weiter geht. An dieser Stelle ist sie zu Beginn der Videos alleine aufgewacht.
Das Video zu I Knew You Were Trouble wurde mit dem Video zu Lana Del Reys Single Ride verglichen, welches ebenfalls von Mandler gedreht wurde. Der Rolling Stone hob die Ähnlichkeiten zwischen Swifts Musikvideo und dem Musikvideo von Rihanna We Found Love hervor. Das Video gewann die Kategorie Best Female Video bei den MTV Video Music Awards 2013 und war zudem noch in der Kategorie Video of the Year nominiert. Es ist das zweite Mal, dass Swift diese Kategorie gewinnen konnte, das erste Mal gelang ihr mit You Belong with Me bei den MTV Video Music Awards 2009. Aktuell (Stand Oktober 2018) wurde das Video zu I Knew You Were Trouble bei Vevo über 315 Millionen Mal und bei YouTube über 415 Millionen Mal aufgerufen.

## Preise
| Jahr | Auszeichnung                         | Kategorie                               | Resultat  |
| ---- | ------------------------------------ | --------------------------------------- | --------- |
| 2013 | MTV Video Music Awards 2013          | Video of the Year                       | Nominiert |
| 2013 | MTV Video Music Awards 2013          | Best Female Video                       | Gewonnen  |
| 2013 | Radio Disney Music Award             | Song des Jahres                         | Gewonnen  |
| 2013 | Teen Choice Awards 2013              | Choice Music: Single by a Female Artist | Nominiert |
| 2013 | YouTube Music Awards                 | Response of the Year                    | Nominiert |
| 2013 | YouTube Music Awards                 | YouTube Phenomenon                      | Gewonnen  |
| 2014 | Nickelodeon Kids’ Choice Awards 2014 | Favourite Song                          | Nominiert |

## Kommerzieller Erfolg

### Chartplatzierungen
Bereits durch die Veröffentlichung als Promo-Single erreichte I Knew You Were Trouble Platz drei der Billboard Hot 100 sowie Platz eins der Billboard Hot Digital Songs. Mit 416.000 verkauften Exemplaren in der ersten Woche in den Vereinigten Staaten ist das Lied Swifts zweit erfolgreichste verkaufte Single in der ersten Wochen. I Knew You Were Trouble wurde Swifts dreizehnter Top-10-Hit in den Billboard Hot 100. Zum ersten Mal in ihrer Karriere stand Swift zudem mit zwei Liedern in den Top 5, We Are Never Ever Getting Back Together hatte zu diesem Zeitpunkt Platz 5 der Charts inne. Nach der offiziellen Singleveröffentlichung am 27. November 2012 erreichte der Song erneut die Top 10 und erreichte Anfang 2013 Platz 2, insgesamt verbrachte er 16 Wochen in den Top 10 der Billboard Hot 100.
In den britischen Singlecharts stieg I Knew You Were Trouble ebenfalls bereits bei Veröffentlichung der Promo-Single auf Platz 23 in die Charts ein und konnte sich vorerst vier Wochen in diesen halten. Nach der offiziellen Veröffentlichung als Single stieg der Song auf Platz 79 wieder in die Charts ein und erreichte im Laufe der Wochen Platz 2. Für Swift war dies der dritte Top-10-Hit im Vereinigten Königreich. Insgesamt konnte sich der Song elf Wochen in den Top 10 und 40 Wochen in den gesamten Charts halten.
In die deutschen Singlecharts stieg I Knew You Were Trouble am 3. Februar 2013 auf Platz 34 ein und erreichte nach elf Wochen mit Platz 9 die beste Platzierung in diesen Charts. Für Swift war dies der erste Top-10-Erfolg in Deutschland und erst die vierte Single, die sich in den deutschen Musikcharts platzieren konnte. Auch in Österreich und der Schweiz erreichte I Knew You Were Trouble die Top 10 und war in diesen Ländern ebenfalls der erste Top-10-Erfolg für Swift. Weitere Top-10-Platzierungen gelangen unter anderem in Australien, Belgien (Flandern), Dänemark und Neuseeland.
| ChartsChartplatzierungen       | Höchstplatzierung | Wochen |
| ------------------------------ | ----------------- | ------ |
| Deutschland (GfK)              | 9 (26 Wo.)        | 26     |
| Österreich (Ö3)                | 6 (25 Wo.)        | 25     |
| Schweiz (IFPI)                 | 8 (25 Wo.)        | 25     |
| Vereinigte Staaten (Billboard) | 2 (36 Wo.)        | 36     |
| Vereinigtes Königreich (OCC)   | 2 (40 Wo.)        | 40     |

| ChartsJahrescharts (2013)      | Platzierung |
| ------------------------------ | ----------- |
| Deutschland (GfK)              | 57          |
| Österreich (Ö3)                | 34          |
| Schweiz (IFPI)                 | 34          |
| Vereinigte Staaten (Billboard) | 16          |
| Vereinigtes Königreich (OCC)   | 17          |

### Auszeichnungen für Musikverkäufe
| Land/Region                  | Auszeichnungen für Musikverkäufe (Land/Region, Auszeichnung, Verkäufe) | Verkäufe   |
| ---------------------------- | ---------------------------------------------------------------------- | ---------- |
| Australien (ARIA)            | 11× Platin                                                             | 770.000    |
| Belgien (BRMA)               | Gold                                                                   | 15.000     |
| Brasilien (PMB)              | Diamant                                                                | 250.000    |
| Dänemark (IFPI)              | Platin                                                                 | 90.000     |
| Deutschland (BVMI)           | Platin                                                                 | 300.000    |
| Frankreich (SNEP)            | —                                                                      | 57.700     |
| Italien (FIMI)               | Gold                                                                   | 25.000     |
| Japan (RIAJ)                 | Gold                                                                   | 100.000    |
| Kanada (MC)                  | 5× Platin                                                              | 400.000    |
| Mexiko (AMPROFON)            | Gold                                                                   | 30.000     |
| Neuseeland (RMNZ)            | 4× Platin                                                              | 120.000    |
| Österreich (IFPI)            | 2× Platin                                                              | 60.000     |
| Polen (ZPAV)                 | 3× Platin                                                              | 150.000    |
| Portugal (AFP)               | Gold                                                                   | 5.000      |
| Schweden (IFPI)              | Gold                                                                   | 20.000     |
| Schweiz (IFPI)               | Platin                                                                 | 30.000     |
| Spanien (Promusicae)         | Gold                                                                   | 30.000     |
| Vereinigte Staaten (RIAA)    | 7× Platin                                                              | 7.000.000  |
| Vereinigtes Königreich (BPI) | 3× Platin                                                              | 1.800.000  |
| Insgesamt                    | 7× Gold · 38× Platin · 1× Diamant ·                                    | 11.252.700 |

Hauptartikel: Taylor Swift/Auszeichnungen für Musikverkäufe/Lieder

## Mitwirkende
| - Taylor Swift – Songwriter, Gesang - Max Martin – Songwriter, Musikproduzent, Keyboard - Shellback – Songwriter, Musikproduzent, Akustikgitarre, E-Gitarre, Bass, Keyboard, Programmierung - Michael Ilbert – Tonaufnahme in den MXM Studios (Stockholm) - Sam Holland – Tonaufnahmen in den Conway Studios (Los Angeles) - Scott Borchetta – Executive Producer | - Eric Eylands – Assistent - Tim Roberts – Assistent - John Hanes – Toningenieur - Serban Ghenea – Abmischung in den MixStar Studios (Virginia Beach) - Tom Coyne – Mastering in den Sterling Sound Studio (New York City) - JoAnn Tominaga – Koordinato Produktion |

## I Knew You Were Trouble (Taylor’s Version)
Swift nahm das Lied 2021 für ihre Albumneuauflage Red (Taylor’s Version) erneut auf. Die Taylor’s Version erschien zwar nicht als Single, konnte aber aufgrund von Downloads und Musikstreaming die US-Charts erreichen.
| ChartsChartplatzierungen       | Höchstplatzierung | Wochen |
| ------------------------------ | ----------------- | ------ |
| Vereinigte Staaten (Billboard) | 46 (1 Wo.)        | 1      |

Auszeichnungen für Musikverkäufe

| Land/Region                  | Auszeichnungen für Musikverkäufe (Land/Region, Auszeichnung, Verkäufe) | Verkäufe |
| ---------------------------- | ---------------------------------------------------------------------- | -------- |
| Australien (ARIA)            | Platin                                                                 | 70.000   |
| Brasilien (PMB)              | Gold                                                                   | 20.000   |
| Neuseeland (RMNZ)            | Gold                                                                   | 15.000   |
| Polen (ZPAV)                 | Gold                                                                   | 25.000   |
| Vereinigtes Königreich (BPI) | Gold                                                                   | 400.000  |
| Insgesamt                    | 4× Gold · 1× Platin ·                                                  | 530.000  |

Hauptartikel: Taylor Swift/Auszeichnungen für Musikverkäufe/Lieder

## Coverversionen
- 2012: Megan & Liz
- 2013: Tom Odell
- 2013: Michelle Chamuel
- 2014: We came as Romans